# Nothobranchius
Nothobranchius (лат.) (рус. нотобранхиусы, нотобранхи) — род африканских пресноводных лучепёрых рыб из семейства нотобранхиевых (Nothobranchiidae) отряда карпозубообразных.

## Описание
Нотобранхиусы – одни из самых ярко окрашенных пресноводных рыб. Они обладают пропорциональным овальным телом.  Самцы некоторых видов вырастают до 8-10 см, самки немного меньше. Анальный и спинной плавники практически одинаковой длины смещены к хвостовому и имеются закруглённую форму. Хвостовой плавник веерообразный с мощным основанием имеет форму веера.
Расцветка рыб (прежде всего самцов) очень разнообразна и состоит из удивительных цветовых сочетаний. Основная окраска тела обычно голубая, зеленая или красноватая с многочисленными темными полосками и точками. Хвостовой плавник украшен каймой черного, красного, голубого, оранжевого и желтого цветов. Самки окрашены гораздо скромнее – у них серо-коричневое тело без блеска и каймы на плавниках. Большое цветовое разнообразие нотобранхиусов в природе объясняется тем, что рыбки живут по большей части в труднодоступных местах в небольших изолированных друг от друга водоемах, образуя локальные популяции, отличающиеся по цвету.

## Жизненный цикл
Главной особенностью нотобранхиусов является необычный жизненный цикл, эволюционно связанный с приходом сезона дождей. Как только на территории тропической Африки начинается выпадать первые капли дождя после длительного засушливого периода, то практически в каждой луже, наполненной водой, тут же появляются красивые рыбки, которые очень быстро растут и уже через пару месяцев приступают к размножению. Им необходимо как можно быстрее отложить икру, пока водоём вновь не пересох. Икринки у нотобранхиусов очень крепкие и способны длительное время находится в состоянии диапаузы, или спячки. В таком виде они могут обходится без воды от полугода до года. Длительность зависит от режима влажности и температуры в окружающем воздухе. С приходом сезона дождей из икры снова вылупляются мальки и цикл повторяется.

## Ареал
Подтверждённый в настоящее время ареал видов рода Notobranchius включает северо-восток ЮАР, районы Намибии, Замбии, юго-восток Демократической Республики Конго, юго-восточную часть Зимбабве, Малави, Мозамбик, Танзанию, Кению, Уганду, Сомали, юго-запад и юго-восток Эфиопии, южную часть Судана, Южный Судан, юг Чада и север Камеруна.

## Систематика
Систематика рода весьма динамична. Описания новых видов, как правило, связаны с экспедициями ихтиологов и энтузиастов по местам обитания и вводят в таксон по нескольку новых видов за одну экспедицию.
По состоянию на вторую половину 2020 года описано и признано 93 вида нотобранхиусов:
- Nothobranchius albertinensis Nagy, Watters & Bellstedt, 2020
- Nothobranchius albimarginatus Watters, Wildekamp & Cooper, 1998
- Nothobranchius angelae Watters, Nagy & Bellstedt, 2019
- Nothobranchius annectens Watters, Wildekamp & Cooper, 1998
- Nothobranchius attenboroughi Nagy, Watters & Bellstedt, 2020
- Nothobranchius bellemansi Valdesalici, 2014
- Nothobranchius bojiensis Wildekamp & Haas, 1992
- Nothobranchius boklundi Valdesalici, 2010
- Nothobranchius brieni Poll, 1938
- Nothobranchius capriviensis Watters, Wildekamp & Shidlovskiy, 2015
- Nothobranchius cardinalis Watters, Cooper & Wildekamp, 2008
- Nothobranchius chochamandai Nagy, 2014
- Nothobranchius cooperi Nagy, Watters & Bellstedt, 2017
- Nothobranchius derhami Valdesalici & Amato, 2019
- Nothobranchius ditte Nagy, 2014
- Nothobranchius eggersi Seegers, 1982
- Nothobranchius elongatus Wildekamp, 1982
- Nothobranchius fasciatus Wildekamp & Haas, 1992
- Nothobranchius flagrans Nagy, 2014
- Nothobranchius flammicomantis Wildekamp, Watters & Sainthouse, 1998
- Nothobranchius foerschi Wildekamp & Berkenkamp, 1979
- Nothobranchius furzeri Jubb, 1971
- Nothobranchius fuscotaeniatus Seegers, 1997
- Nothobranchius geminus Wildekamp, Watters & Sainthouse, 2002
- Nothobranchius guentheri (Pfeffer, 1893)
- Nothobranchius hassoni Valdesalici & Wildekamp, 2004
- Nothobranchius hengstleri Valdesalici, 2007
- Nothobranchius hoermanni Nagy, Watters & Bellstedt, 2020
- Nothobranchius insularis Costa, 2017
- Nothobranchius interruptus Wildekamp & Berkenkamp, 1979
- Nothobranchius itigiensis Nagy, Watters & Bellstedt, 2020
- Nothobranchius ivanovae Valdesalici, 2012
- Nothobranchius janpapi Wildekamp, 1977
- Nothobranchius jubbi Wildekamp & Berkenkamp, 1979
- Nothobranchius kadleci Reichard, 2010
- Nothobranchius kafuensis Wildekamp & Rosenstock, 1989
- Nothobranchius kardashevi Valdesalici, 2012
- Nothobranchius kilomberoensis Wildekamp, Watters & Sainthouse, 2002
- Nothobranchius kirki Jubb, 1969
- Nothobranchius korthausae Meinken, 1973
- Nothobranchius krammeri Valdesalici & Hengstler, 2008
- Nothobranchius krysanovi Shidlovskiy, Watters & Wildekamp, 2010
- Nothobranchius kwalensis Costa, 2019
- Nothobranchius lourensi Wildekamp, 1977
- Nothobranchius lucius Wildekamp, Shidlovskiy & Watters, 2009
- Nothobranchius luekei Seegers, 1984
- Nothobranchius makondorum Wildekamp, Shidlovskiy & Watters, 2009
- Nothobranchius malaissei Wildekamp, 1978
- Nothobranchius matanduensis Watters, Nagy & Bellstedt, 2020
- Nothobranchius melanospilus (Pfeffer, 1896)
- Nothobranchius microlepis (Vinciguerra, 1897)
- Nothobranchius milvertzi Nagy, 2014
- Nothobranchius mkuziensis (Fowler, 1934)
- Nothobranchius moameensis Nagy, Watters & Bellstedt, 2020
- Nothobranchius neumanni (Hilgendorf, 1905)
- Nothobranchius niassa Valdesalici, Bills, Dorn, Reichwald & Cellerino, 2012
- Nothobranchius nubaensis Valdesalici, Bellemans, Kardashev & Golubtsov, 2009
- Nothobranchius occultus Valdesalici, 2014
- Nothobranchius ocellatus (Seegers, 1985)
- Nothobranchius oestergaardi Valdesalici & Amato, 2011
- Nothobranchius orthonotus (Peters, 1844)
- Nothobranchius ottoschmidti Watters, Nagy & Bellstedt, 2019
- Nothobranchius palmqvisti (Lönnberg, 1907)
- Nothobranchius patrizii (Vinciguerra, 1927)
- Nothobranchius pienaari Shidlovskiy, Watters & Wildekamp, 2010
- Nothobranchius polli Wildekamp, 1978
- Nothobranchius rachovii Ahl, 1926
- Nothobranchius prognathus Costa, 2019
- Nothobranchius robustus Ahl, 1935
- Nothobranchius rosenstocki Valdesalici & Wildekamp, 2005
- Nothobranchius rubripinnis Seegers, 1986
- Nothobranchius rubroreticulatus Blache & Miton, 1960
- Nothobranchius rungwaensis Watters, Nagy & Bellstedt, 2019
- Nothobranchius ruudwildekampi Costa, 2009
- Nothobranchius sagittae Wildekamp, Watters & Shidlovskiy, 2014
- Nothobranchius sainthousei Nagy, Cotterill & Bellstedt, 2016
- Nothobranchius seegersi Valdesalici & Kardashev, 2011
- Nothobranchius serengetiensis Wildekamp, Watters & Shidlovskiy, 2014
- Nothobranchius skeltoni Watters, Nagy & Bellstedt, 2019
- Nothobranchius sonjae Watters, Nagy & Bellstedt, 2019
- Nothobranchius steinforti Wildekamp, 1977
- Nothobranchius streltsovi Valdesalici, 2016
- Nothobranchius symoensi Wildekamp, 1978
- Nothobranchius taeniopygus Hilgendorf, 1891
- Nothobranchius taiti Nagy, 2019
- Nothobranchius torgashevi Valdesalici, 2015
- Nothobranchius ugandensis Wildekamp, 1994
- Nothobranchius usanguensis Wildekamp, Watters & Shidlovskiy, 2014
- Nothobranchius venustus Nagy, Watters & Bellstedt, 2020
- Nothobranchius virgatus Chambers, 1984
- Nothobranchius vosseleri Ahl, 1924
- Nothobranchius wattersi Ng'oma, Valdesalici, Reichwald & Cellerino, 2013
- Nothobranchius willerti Wildekamp, 1992